# Merle Fräbel
Merle Malou Fräbel (* 11. Juni 2003 in Suhl) ist eine deutsche Rennrodlerin.

## Karriere
Merle Fräbel startet für das RT Suhl und trainiert in Oberhof.

### Jugend- und Juniorinnenzeit
Merle Fräbel begann mit acht Jahren beim Rodelteam Suhl mit dem Rodelsport in Oberhof. Ihre ersten Erfahrungen im Eiskanal in Oberhof und im weiteren Verlauf des Winters auf den anderen deutschen Kunsteisbahnen sammelte sie in der Saison 2012/13. In der Folge gewann sie verschiedene nationale und internationale Rennen, wobei ihr Medaillen bei Welt- und Europameisterschaften bis zur Saison 2019/20 verwehrt blieben. Bei den Olympischen Jugendspielen in Lausanne 2020 konnte sie mit einer Goldmedaille im Einsitzer und Silber in der Teamstaffel ihren größten Erfolg im Jugend- und Juniorinnenbereich feiern. Sie war die erste Deutsche Rodlerin, die bei Olympischen Jugendspielen eine Goldmedaille gewinnen konnte. In der folgenden Saison 2021/22 konnte sie im Junioren-Weltcup sowohl im Einsitzer als auch im Team den Gesamtweltcup gewinnen. Bei der Junioren-Weltmeisterschaft 2022 in Winterberg gewann sie die Bronzemedaille.

### Weltcup
Merle Fräbel gewann in der Vorbereitung der Saison 2022/23 überraschend drei der vier innerdeutschen Qualifikationsrennen und qualifizierte sich damit für den Weltcup. Beim ersten Saisonrennen am 3. Dezember 2022 im Olympia Eiskanal in Innsbruck-Igls feierte sie ihr Weltcupdebüt. Von Anfang an konnte sie mit der Weltspitze mithalten und so gelang ihr schon bei ihrem zweiten Start im Weltcup, am 10. Dezember 2022 in Whistler, als Drittplatzierte der erste Sprung auf ein Weltcuppodium. Bei der Europameisterschaft in Sigulda wurde sie Vierte, was gleichbedeutend mit einer Silbermedaille in der U23-Wertung war. In ihrer ersten Weltcupsaison wurde sie Sechste der Weltcup-Gesamtwertung.

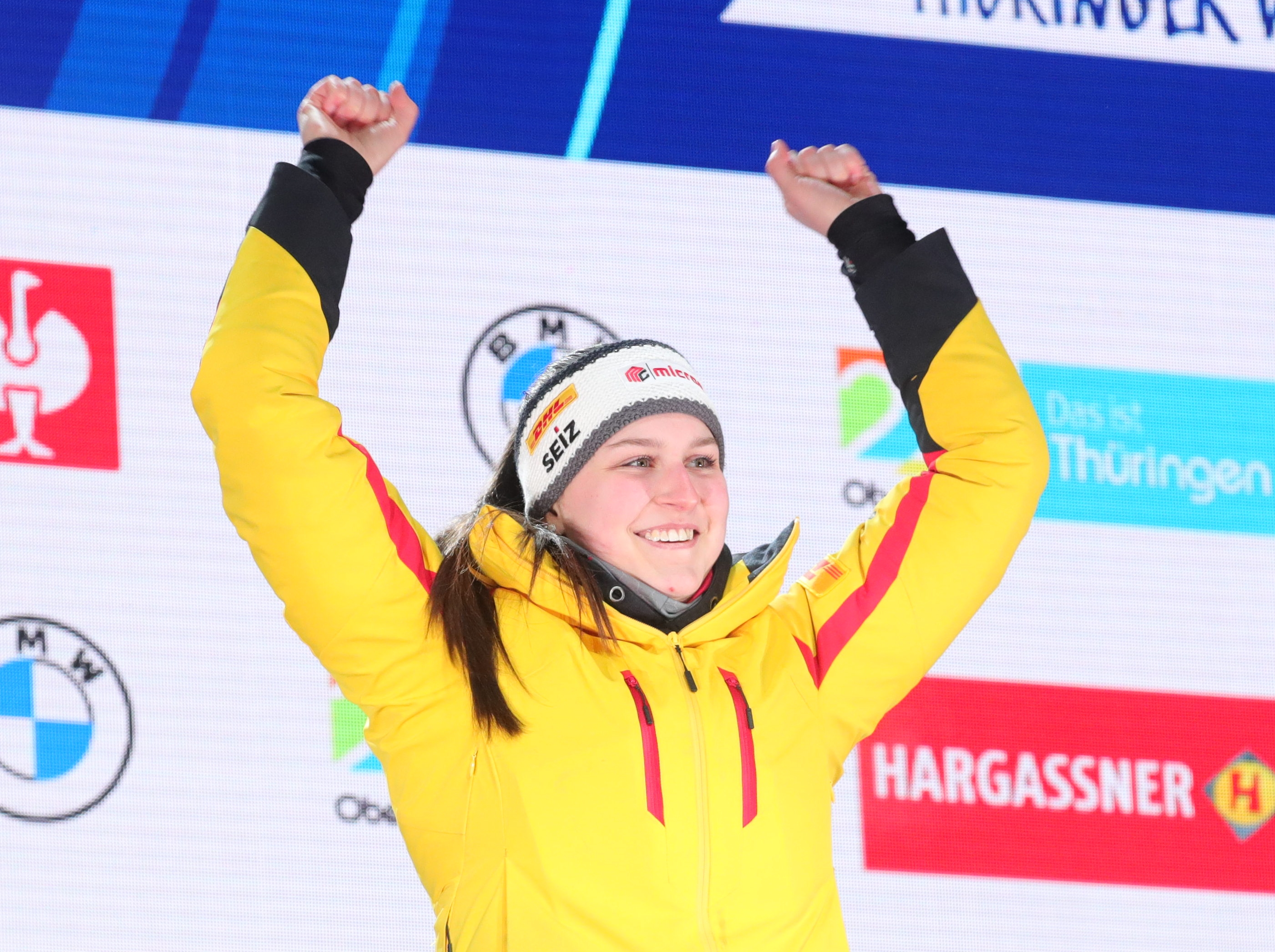
Merle Fräbel bei der Siegerehrung im Rahmen der Rennrodel-WM in Oberhof

Bei der Rennrodel-WM 2023 auf ihrer Heimbahn in Oberhof konnte sie im Sprint den vierten Platz erlangen. Im Einsitzer wurde sie Fünfte und damit gleichzeitig U-23 Weltmeisterin. Ihr erstes Weltcuprennen im Einsitzer gewann sie bei der Station Oberhof I in der Saison 2023/24, wo sie anschließend auch zusammen mit Hannes Orlamünder, Paul Gubitz, Max Langenhan, Jessica Degenhardt und Cheyenne Rosenthal die Teamstaffel gewann.
Bei der Rennrodel-WM 2025 im kanadischen Whistler gewann sie die Silbermedaille im Einsitzer und zeitgleich zum dritten Mal in Folge die Goldmedaille bei der Rodel-WM in der U23-Wertung.

## Erfolge
Weltmeisterschaften
- Whistler 2025: Silber im Einsitzer

Olympische Jugend-Winterspiele
- Lausanne 2020: Gold im Einsitzer und Silber im Team

Juniorenweltmeisterschaften
- Winterberg 2022: Bronze im Einsitzer

U23-Weltmeisterschaften im Rennrodeln
- Oberhof 2023: Gold im Einsitzer
- Altenberg 2024: Gold im Einsitzer
- Whistler 2025: Gold im Einsitzer

U23-Europameisterschaften im Rennrodeln
- Sigulda 2023: Silber im Einsitzer
- Innsbruck-Igls 2024: Silber im Einsitzer
- Winterberg 2025: Gold im Einsitzer

### Gesamtweltcup
| Saison  | Platz | Punkte |
| ------- | ----- | ------ |
| 2022/23 | 06    | 542    |
| 2023/24 | 07    | 611    |

### Weltcupsiege

#### Weltcupsiege im Einzel
| Nr. | Datum         | Ort        | Bahn                  |
| --- | ------------- | ---------- | --------------------- |
| 1.  | 10. Feb. 2024 | \| Oberhof | Rennrodelbahn Oberhof |

#### Weltcupsiege in der Teamstaffel
| Nr. | Datum         | Ort        | Bahn                  |
| --- | ------------- | ---------- | --------------------- |
| 1.  | 11. Feb. 2024 | \| Oberhof | Rennrodelbahn Oberhof |

## Einzelbelege
1. ↑  YOG-Medaille. In: fil-luge.com. 29. März 2020.
2. ↑  Ankündigung JuniorenWM. In: veltins-eisarena.de. 25. Januar 2022.
3. ↑  Weltcup Qualifikation. In: sport1.com. 11. Dezember 2022.
4. ↑  Weltcup Qualifikation. In: sportschau.de. 29. November 2022.
5. ↑  Podium in Whistler. In: mdr.de. 10. Dezember 2022.
6. ↑  U23-Silber. In: BSD-portal.de. 15. Januar 2023.
7. ↑  U23-Gold. In: BSD-portal.de. 28. Januar 2023.

| Personendaten    | Personendaten         |
| ---------------- | --------------------- |
| NAME             | Fräbel, Merle         |
| ALTERNATIVNAMEN  | Fräbel, Merle Malou   |
| KURZBESCHREIBUNG | deutsche Rennrodlerin |
| GEBURTSDATUM     | 11. Juni 2003         |
| GEBURTSORT       | Suhl                  |